# Trihelix
Trihelix – polski zespół muzyki alternatywnej.
Brzmienie zespołu skupia się na syntetycznych brzmieniach analogowych i cyfrowych syntezatorów i ostrożnie dozowanej gitarze elektrycznej. Grupa stara się o wydawcę dla debiutanckiej płyty.

## Skład
- Katarzyna Nürnberg - Klawisze, kompozycja
- Krystian Krewniak - Wokal ,klawisze, kompozycje, tekst
- Daniel Chodyna - Wokal, klawisze, kompozycja